# Ashi Productions
Ashi Productions (jap. 葦プロダクション Ashi Purodakushon), w latach 2007–2019 Production Reed (jap. 株式会社プロダクション リード Purodakushon Rīdo) – japońskie studio animacji.

## Nazwa
Studio zostało założone 24 grudnia 1975 roku pod nazwą Ashi Productions (jap. 葦プロダクション Ashi Purodakushon).
Od 1 listopada 2007 studio zmieniło swoją nazwę i funkcjonowało jako Production Reed (jap. 株式会社プロダクション リード Purodakushon Rīdo).
12 lutego 2019 roku firma zmieniła nazwę ponownie, powracając do nazwy pierwotnej Ashi Productions.

## Wybrane produkcje

### Seriale anime
- 1982–1983: Gigi i fontanna młodości
- 1985: Chōjū Kishin Dancouga
- 1992: Wróżka z krainy kwiatów
- 1994: Macross 7
- 1996: Zorro
- 2017: Isekai wa Smartphone to tomo ni

### OVA
- Iria: Zeiram the Animation
- Macross 7: Encore
- Ultra Maniac